# Englische Cricket-Nationalmannschaft in den West Indies in der Saison 2008/09
Die Tour der englischen Cricket-Nationalmannschaft in die West Indies in der Saison 2008/09 fand vom 25. Januar bis zum 3. April 2009 statt. Die internationale Cricket-Tour war Teil der internationalen Cricket-Saison 2008/09 und umfasste fünf Test Matches, ein Twenty20 und fünf ODIs. Die West Indies gewannen die Testserie 1-0 und das Twenty20, während England die ODI-Serie 3-2 gewann.

## Stadien
Für die Tour wurden folgende Stadien als Austragungsorte vorgesehen und vom 28. Mai 2008 bekanntgegeben.
| Stadt         | Land                | Stadion                     | Kapazität | Spiele                  |
| ------------- | ------------------- | --------------------------- | --------- | ----------------------- |
| Bridgetown    | Barbados            | Kensington Oval             | 11.000    | 4. Test; 3. ODI; 4. ODI |
| Georgetown    | Guyana              | Providence Stadium          | 20.000    | 1. ODI; 2. ODI          |
| Gros Islet    | Saint Lucia         | Beausejour Stadium          | 20.000    | 5. ODI                  |
| Kingston      | Jamaika             | Sabina Park                 | 20.000    | 1. Test                 |
| North Sound   | Antigua und Barbuda | Sir Vivian Richards Stadium | 10.000    | 2. Test                 |
| Port of Spain | Trinidad und Tobago | Queen’s Park Oval           | 25.000    | 5. Test; 1. T20         |
| St. John’s    | Antigua und Barbuda | Antigua Recreation Ground   | 12.000    | 3. Test                 |

## Kaderlisten
England benannte seine Kader am 29. Dezember 2008.
Die West Indies benannten ihren Test-Kader am 23. Januar, ihren Twenty20-Kader am 11. März und ihren ODI-Kader am 16. März 2009.
| Test | Test | ODI | ODI | Twenty20 | Twenty20 |
| West Indies | England | West Indies | England | West Indies | England |
| --- | --- | --- | --- | --- | --- |
| - Chris Gayle (K) - Denesh Ramdin (vK & wk) - Lionel Baker - Sulieman Benn - Shivnarine Chanderpaul - Fidel Edwards - Ryan Hinds - Amit Jaggernauth - Xavier Marshall - Brendan Nash - Daren Powell - Dale Richards - Ramnaresh Sarwan - Lendl Simmons - Devon Smith - Jerome Taylor | - Andrew Strauss (K) - Alastair Cook (vK) - Tim Ambrose (wk) - James Anderson - Ian Bell - Ravi Bopara - Stuart Broad - Paul Collingwood - Steve Harmison - Amjad Khan - Monty Panesar - Kevin Pietersen - Matt Prior (wk) - Adil Rashid - Owais Shah - Ryan Sidebottom - Graeme Swann | - Chris Gayle (K) - Denesh Ramdin (vK & wk) - Lionel Baker - Dwayne Bravo - Shivnarine Chanderpaul - Fidel Edwards - Nikita Miller - Kieron Pollard - Daren Powell - Ravi Rampaul - Dale Richards - Darren Sammy - Ramnaresh Sarwan - Lendl Simmons - Devon Smith | - Andrew Strauss (K) - James Anderson - Gareth Batty - Ian Bell - Ravi Bopara - Stuart Broad - Paul Collingwood - Steven Davies (wk) - Andrew Flintoff - Steve Harmison - Amjad Khan - Dimitri Mascarenhas - Kevin Pietersen - Matt Prior (wk) - Adil Rashid - Owais Shah | - Denesh Ramdin (K & wk) - Dwayne Bravo - Lionel Baker - Sulieman Benn - Shivnarine Chanderpaul - Fidel Edwards - Andre Fletcher - Kieron Pollard - Darren Sammy - Ramnaresh Sarwan - Lendl Simmons - Devon Smith - Jerome Taylor | - Andrew Strauss (K) - James Anderson - Gareth Batty - Ian Bell - Ravi Bopara - Stuart Broad - Paul Collingwood - Steven Davies (wk) - Andrew Flintoff - Steve Harmison - Amjad Khan - Dimitri Mascarenhas - Kevin Pietersen - Matt Prior (wk) - Adil Rashid - Owais Shah |

## Tour Matches
| 25. – 27. Januar Scorecard | Basseterre | England XI 424-8d (91.5) & 265-5d (58) | – | St Kitts Invitational XI 251 (64.3) & 221 (54) |
|                            |            | England XI gewinnt mit 217 Runs        |   |                                                |

| 29. – 31. Januar Scorecard | Basseterre | West Indies A 574-8d (149.5) & 16-0 (5) | – | England XI 414 (90.5) |
|                            |            | Remis                                   |   |                       |

| 22. – 23. Februar Scorecard | Lucas Street | England XI 351-8d (75) & 142-2 (27.2) | – | BCA President’s XI 245 (63.4) |
|                             |              | Remis                                 |   |                               |

| 14. März Scorecard | Pointe-à-Pierre | England XI 299-8 (50)          | – | WIPA XI 248 (43.4) |
|                    |                 | England XI gewinnt mit 51 Runs |   |                    |

## Test Matches

### Erster Test in Kingston
| 4. – 7. Februar Scorecard | Kingston | England 318 (122.2) & 51 (33.2)                   | – | West Indies 392 (157.4) |
|                           |          | West Indies gewinnt mit einem Innings und 23 Runs |   |                         |

### Zweiter Test in North Sound
| 13. Februar Scorecard | North Sound | England 7-0 (1.4) | – | West Indies |
|                       |             | Remis             |   |             |

Das Spiel wurde nach zehn gebowlten Bällen abgebrochen, da die Bowler nicht in der Lage waren, im sandigen Outfield genug Halt zu finden, um gefahrlos zu bowlen. Stattdessen wurde kurzfristig ein neuer Test im Antigua Recreation Ground angesetzt. Das Sir Vivian Richards Stadium wurde daraufhin vom Weltverband für die Austragung von internationalem Cricket gesperrt.

### Dritter Test in St. John’s
| 15. – 19. Februar Scorecard | Saint John’s | England 566-9d (165.2) & 221-8d (50) | – | West Indies 285 (89.2) & 370-9 (128) |
|                             |              | Remis                                |   |                                      |

### Vierter Test in Bridgetown
| 26. Februar – 2. März Scorecard | Bridgetown | England 600-6d (153.2) & 279-2d (81) | – | West Indies 749-9d (194.4) |
|                                 |            | Remis                                |   |                            |

### Fünfter Test in Port of Spain
| 6. – 10. März Scorecard | Port of Spain | England 546-6d (158.5) & 237-6d (38.4) | – | West Indies 544 (178.4) & 114-8 (65.5) |
|                         |               | Remis                                  |   |                                        |

Auf Grund übertriebenen appellieren wurde der Engländer Monty Panesar mit einer Geldstrafe belegt und sein Teamkollege Amjad Khan verwarnt.

## Twenty20 International in Port of Spain
| 15. März Scorecard | Port of Spain | England 121 (19.1)                | – | West Indies 123-4 (18) |
|                    |               | West Indies gewinnt mit 6 Wickets |   |                        |

## One-Day Internationals

### Erstes ODI in Georgetown
| 20. März Scorecard | Georgetown | England 270-7 (50)                     | – | West Indies 244-7 (46.2/46.2) |
|                    |            | England gewinnt mit 1 Run (D/L method) |   |                               |

### Zweites ODI in Georgetown
| 22. März Scorecard | Georgetown | West Indies 264-8 (50)          | – | England 243 (48.2) |
|                    |            | West Indies gewinnt mit 21 Runs |   |                    |

### Drittes ODI in Bridgetown
| 27. März Scorecard | Bridgetown | England 117 (41.3)                             | – | West Indies 117-2 (14.4/44) |
|                    |            | West Indies gewinnt mit 8 Wickets (D/L method) |   |                             |

### Viertes ODI in Bridgetown
| 29. März Scorecard | Bridgetown | West Indies 239-9 (50)                     | – | England 136-1 (18.3/20) |
|                    |            | England gewinnt mit 9 Wickets (D/L method) |   |                         |

### Fünftes ODI in Gros Islet
| 3. April Scorecard | Gros Islet | England 172-5 (29/29)       | – | West Indies 146 (28/29) |
|                    |            | England gewinnt mit 26 Runs |   |                         |

## Statistiken
Die folgenden Cricketstatistiken wurden bei dieser Tour erzielt.
| Tests            | Tests       | Tests   | Tests   | Tests   | Tests   | Tests   | Tests   | Tests   |
| Batting          | Batting     | Batting | Batting | Batting | Batting | Batting | Batting | Batting |
| Spieler          | Mannschaft  | Spiele  | Innings | Runs    | Average | HS      | 100s    | 50s     |
| ---------------- | ----------- | ------- | ------- | ------- | ------- | ------- | ------- | ------- |
| Ramnaresh Sarwan | West Indies | 5       | 6       | 626     | 104,33  | 291     | 3       | 1       |
| Andrew Strauss   | England     | 5       | 9       | 541     | 67,62   | 169     | 3       | 0       |
| Paul Collingwood | England     | 5       | 7       | 430     | 61,42   | 161     | 2       | 1       |
| Kevin Pietersen  | England     | 5       | 8       | 406     | 58,00   | 102     | 1       | 3       |
| Alastair Cook    | England     | 5       | 9       | 384     | 54,85   | 139*    | 1       | 3       |
| Bowling          |             |         |         |         |         |         |         |         |
| Spieler          | Mannschaft  | Spiele  | Overs   | Wickets | Average | BBI     | 5W      | 10W     |
| Graeme Swann     | England     | 3       | 180.2   | 19      | 24,05   | 5/57    | 2       | 0       |
| Stuart Broad     | England     | 5       | 131     | 12      | 30,58   | 5/85    | 1       | 0       |
| Sulieman Benn    | West Indies | 4       | 162.4   | 12      | 39,91   | 4/31    | 0       | 0       |
| Jerome Taylor    | West Indies | 4       | 100.2   | 11      | 29,00   | 5/11    | 1       | 0       |
| James Anderson   | England     | 4       | 129     | 9       | 38,00   | 3/24    | 0       | 0       |
| Fidel Edwards    | West Indies | 5       | 126.2   | 9       | 54,88   | 3/151   | 0       | 0       |

| ODIs                   | ODIs        | ODIs    | ODIs    | ODIs    | ODIs    | ODIs    | ODIs    | ODIs    |
| Batting                | Batting     | Batting | Batting | Batting | Batting | Batting | Batting | Batting |
| Spieler                | Mannschaft  | Spiele  | Innings | Runs    | Average | HS      | 100s    | 50s     |
| ---------------------- | ----------- | ------- | ------- | ------- | ------- | ------- | ------- | ------- |
| Andrew Strauss         | England     | 5       | 5       | 204     | 51,00   | 105     | 1       | 1       |
| Shivnarine Chanderpaul | West Indies | 5       | 5       | 201     | 67,00   | 112*    | 1       | 0       |
| Ramnaresh Sarwan       | West Indies | 5       | 5       | 170     | 34,00   | 74      | 0       | 2       |
| Chris Gayle            | West Indies | 5       | 5       | 148     | 29,60   | 80      | 0       | 1       |
| Ravi Bopara            | West Indies | 5       | 5       | 146     | 29,20   | 44      | 0       | 0       |
| Bowling                |             |         |         |         |         |         |         |         |
| Spieler                | Mannschaft  | Spiele  | Overs   | Wickets | Average | BBI     | 5W      | 10W     |
| Kieron Pollard         | West Indies | 5       | 30.2    | 9       | 17,66   | 2/16    | 0       | 0       |
| James Anderson         | England     | 5       | 38      | 9       | 21,11   | 3/37    | 0       | 0       |
| Dwayne Bravo           | West Indies | 5       | 34.3    | 8       | 22,12   | 4/19    | 0       | 0       |
| Stuart Broad           | England     | 5       | 36      | 8       | 26,75   | 3/41    | 0       | 0       |
| Andrew Flintoff        | England     | 3       | 19      | 6       | 16,00   | 5/19    | 1       | 0       |

| Twenty20         | Twenty20    | Twenty20 | Twenty20 | Twenty20 | Twenty20 | Twenty20 | Twenty20 | Twenty20 |
| Batting          | Batting     | Batting  | Batting  | Batting  | Batting  | Batting  | Batting  | Batting  |
| Spieler          | Mannschaft  | Spiele   | Innings  | Runs     | Average  | HS       | 100s     | 50s      |
| ---------------- | ----------- | -------- | -------- | -------- | -------- | -------- | -------- | -------- |
| Ramnaresh Sarwan | West Indies | 1        | 1        | 59       | 59,00    | 59       | 0        | 1        |
| Steven Davies    | England     | 1        | 1        | 27       | 27,00    | 27       | 0        | 0        |
| Lendl Simmons    | West Indies | 1        | 1        | 23       |          | 23*      | 0        | 0        |
| Andrew Strauss   | England     | 1        | 1        | 22       | 22,00    | 22       | 0        | 0        |
| Paul Collingwood | England     | 1        | 1        | 14       | 14,00    | 14       | 0        | 0        |
| Bowling          |             |          |          |          |          |          |          |          |
| Spieler          | Mannschaft  | Spiele   | Overs    | Wickets  | Average  | BBI      | 5W       | 10W      |
| Sulieman Benn    | West Indies | 1        | 4        | 3        | 8,00     | 3/24     | 0        | 0        |
| Amjad Khan       | England     | 1        | 4        | 2        | 17,00    | 2/34     | 0        | 0        |
| Lionel Baker     | West Indies | 1        | 2        | 1        | 12,00    | 1/12     | 0        | 0        |
| Darren Sammy     | West Indies | 1        | 4        | 1        | 14,00    | 1/14     | 0        | 0        |
| Fidel Edwards    | West Indies | 1        | 3.1      | 1        | 18,00    | 1/18     | 0        | 0        |
| James Anderson   | England     | 1        | 3        | 1        | 19,00    | 1/19     | 0        | 0        |
| Stuart Broad     | England     | 1        | 3        | 1        | 26,00    | 1/26     | 0        | 0        |
| Dwayne Bravo     | West Indies | 1        | 4        | 1        | 34,00    | 1/34     | 0        | 0        |

## Player of the Series
Als Player of the Series wurden die folgenden Spieler ausgezeichnet.
| Serie | Player of the Series |
| ----- | -------------------- |
| Test  | Ramnaresh Sarwan     |
| ODI   | Andrew Strauss       |

### Player of the Match
Als Player of the Match wurden die folgenden Spieler ausgezeichnet.
| Spiel   | Player of the Match    |
| ------- | ---------------------- |
| 1. Test | Jerome Taylor          |
| 3. Test | Ramnaresh Sarwan       |
| 4. Test | Ramnaresh Sarwan       |
| 5. Test | Matt Prior             |
| 1. T20  | Ramnaresh Sarwan       |
| 1. ODI  | Paul Collingwood       |
| 2. ODI  | Shivnarine Chanderpaul |
| 3. ODI  | Dwayne Bravo           |
| 4. ODI  | Andrew Strauss         |
| 5. ODI  | Andrew Flintoff        |